# Sphinx geminus
Sphinx geminus är en fjärilsart som beskrevs av Rothschild och Jordan 1903. Sphinx geminus ingår i släktet Sphinx och familjen svärmare. Inga underarter finns listade i Catalogue of Life.